# Carmen Acedo (gimnasta)
Carmen Acedo Jorge (Lérida, 10 de febrero de 1975) es una ex gimnasta rítmica española, campeona del mundo de mazas (Alicante 1993) y 4.ª en los Juegos Olímpicos de Barcelona 1992. También fue campeona de España de conjuntos en 1.ª categoría (1988), campeona de la Copa de España (1991) y campeona de España en categoría de honor (1993). Entre otros galardones, recibió el Premio Reina Sofía a la mejor deportista española en los Premios Nacionales del Deporte de 1993 (1994). Es hasta la fecha la única gimnasta rítmica española individual que ha llegado a ser campeona del mundo. En 2019 comenzó a entrenar al Club Rítmica Mataró.

## Biografía deportiva

### Inicios
Se inició en la gimnasia rítmica en el Club Patricia de Lérida hacia 1982, contando con 7 años de edad. Allí la entrenaría Pili Pedrós. Poco después, desde los 8 y durante casi 3 años, entrenó con la Escuela Catalana de Gimnasia Rítmica en Manresa (Barcelona). En diciembre de 1988 se proclamó campeona de España de conjuntos en 1.ª categoría con la Escuela Catalana en Playa de Aro. Este conjunto era entrenado por Berta Veiga y en el mismo también estaba la futura gimnasta de la selección española Montse Martín.

### Etapa en la selección nacional
En 1989 sería seleccionada por Emilia Boneva para formar parte del conjunto nacional júnior, entrenado por Rosa Menor, Paqui Maneus, Cathy Xaudaró y Berta Veiga, y participaría en el Campeonato de Europa Júnior de Tenerife obteniendo la medalla de bronce junto al resto del equipo, integrado además por Noelia Fernández, Ruth Goñi, Montse Martín, Eider Mendizábal y Gemma Royo, además de Diana Martín y Cristina Chapuli como suplentes.

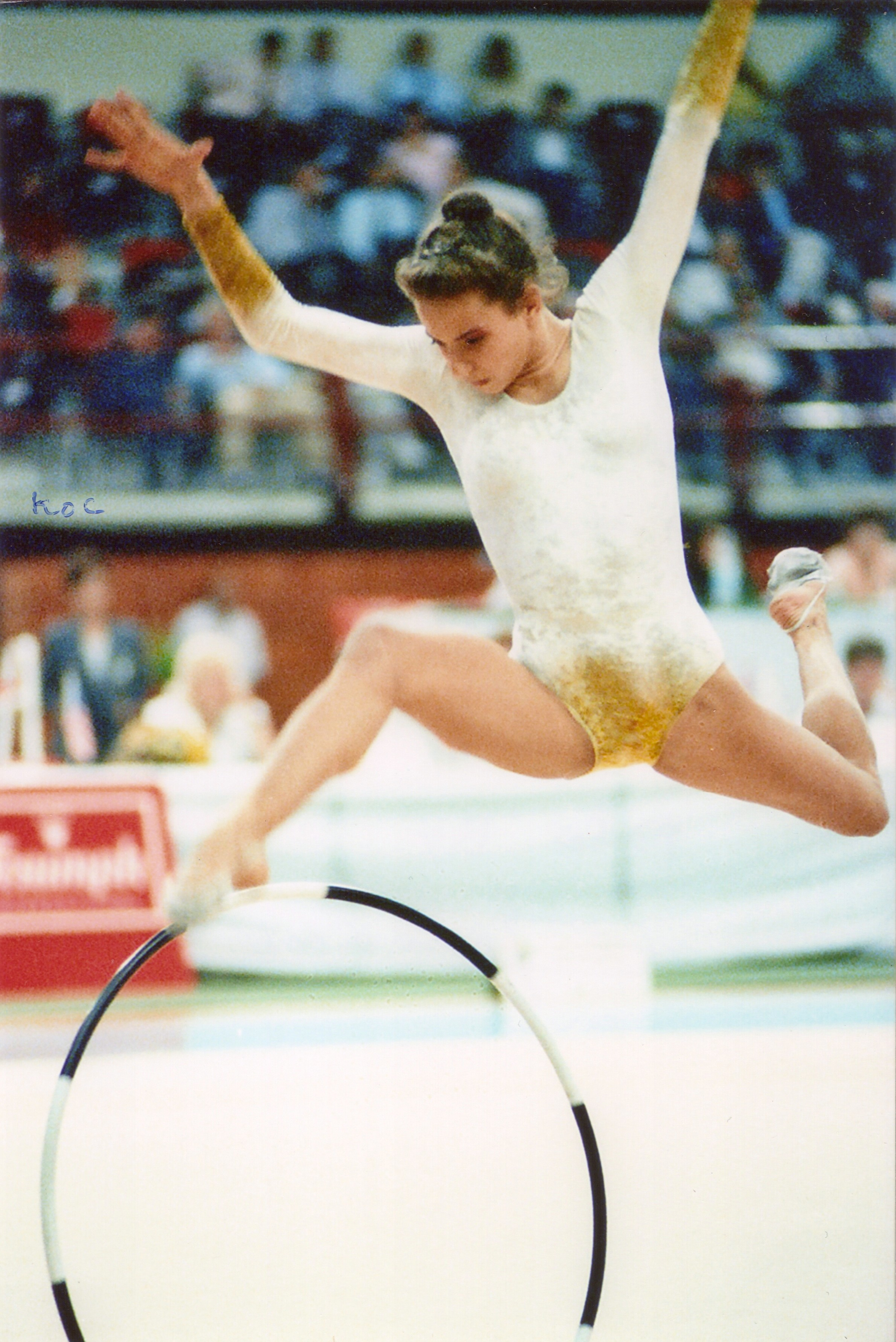
Carmen durante el ejercicio de aro en el Mundial de Atenas (1991). En el mismo usaría dos temas de Ennio Morricone, compositor habitual a lo largo de su carrera.

Un año después, en 1990, pasó a formar parte de la selección nacional absoluta individual, en la que estaría hasta 1993. Durante ese tiempo entrenaría unas 8 horas diarias en el Gimnasio Moscardó de Madrid a las órdenes de Emilia Boneva, que desde 1982 era seleccionadora nacional, y conviviría con todas las integrantes del equipo en una casa en La Moraleja. Obtuvo el bronce por equipos en el Campeonato del Mundo de Atenas en 1991 junto a Carolina Pascual y Mónica Ferrández. También fue 5.ª en la competición de aro. En la Final de la Copa de España de 1991, celebrada en Málaga, se alzó con el triunfo final, ex aequo con su compañera en la selección Mónica Ferrández.
A comienzos de 1992, Acedo fue operada satisfactoriamente del menisco. En junio, fue medalla de bronce en la competición por equipos del Campeonato de Europa de Stuttgart, junto a Carolina Pascual y Rosabel Espinosa. También logró el 10.º puesto en el concurso general y el 7.º en mazas. En septiembre de ese año participó en los Juegos Olímpicos de Barcelona, donde logró la 4.ª posición, consiguiendo por tanto el diploma olímpico. En 2017 Acedo calificó la decepción de no lograr la medalla olímpica como uno de los peores momentos de su vida. En el Campeonato del Mundo de Bruselas obtuvo la 4.ª posición en el concurso general y logró la medalla de plata en la competición de pelota y la de bronce en la de mazas. También fue 4.ª tanto en cuerda como en aro. El entonces presidente de la Real Federación Española de Gimnasia, Jesús Orozco, dijo de ella tras este campeonato que había «estado sensacional, pues se ha superado a sí misma; ha sido su lanzamiento definitivo». Aunque Carmen Acedo pensaba en retirarse, tras Bruselas decidió continuar un año más.
En 1993 logró ser campeona de España en la categoría de honor en modalidad individual. En la Final de la Copa de Europa celebrada ese año acabó en 6.ª posición en la general, mientras que obtendría la medalla de bronce tanto en la competición de pelota, como en la de mazas. En el Campeonato del Mundo de Alicante, conseguiría el oro en mazas, convirtiéndose en la primera (y única hasta la fecha) campeona del mundo individual española de gimnasia rítmica. Previamente había logrado la 4.ª posición en el concurso general, quedándose a solo 25 milésimas del bronce. También logró el 4.º puesto en la competición por equipos y en la de cinta, y la 5.ª posición en pelota.
Fue elegida mejor deportista femenina del año 1993 en la Gala de Mundo Deportivo. Ese año también ganó el Premio Reina Sofía, otorgado por el Consejo Superior de Deportes a la mejor deportista española del año.

### Retirada de la gimnasia
Se retiró a finales de 1993, con 18 años de edad, tras disputar una competición internacional en Japón. Posteriormente estudió arte dramático y trabajó como modelo. En 2017 apareció como una de las gimnastas ilustradas en el libro Pinceladas de rítmica de Montse y Manel Martín. En septiembre de 2018 viajó junto a varias exgimnastas de la selección española al Mundial de Gimnasia Rítmica de Sofía para reencontrarse con la ex seleccionadora nacional Emilia Boneva, organizándose además una cena homenaje en su honor.
Posteriormente, Acedo ha sido auxiliar de puericultura, técnico de laboratorio, soldadora y restauradora de muebles. En enero de 2019 volvió al mundo de la gimnasia rítmica al comenzar a entrenar al Club Rítmica Mataró.

## Legado e influencia
Carmen Acedo es hasta la fecha la única gimnasta rítmica española en proclamarse campeona del mundo de manera individual, al hacerlo en la modalidad de mazas en el Mundial de Alicante en 1993. En el libro Pinceladas de rítmica, su compañera en la selección y también leridana Montse Martín y su hermano Manel hablan así sobre el legado de Acedo y las características como gimnasta que le atribuyen: 

«Una de las mejores gimnastas de todos los tiempos [...] siempre fue una gimnasta muy diferente al resto. Realizaba dificultades corporales con un estilo propio, muy marcado. Seria en la pista, misteriosa en ocasiones, dotaba a sus coreografías de una personalidad única, provocando el silencio del público ante todas sus interpretaciones».

«Una de sus mejores composiciones, interpretando el tema musical musical «Chi Mai», de Ennio Morricone [...] coreografía interpretada con una sensibilidad exquisita y dotada de una gran belleza y plasticidad. Los grandes lanzamientos y el riesgo que tenía en todas y cada una de sus recogidas, han hecho de este ejercicio una de esas obras de arte plasmadas sobre un tapiz, que ha permanecido con el paso del tiempo en la memoria de todos los amantes de este deporte».

El periodista alicantino Luis Miguel Sánchez definía su gimnasia en ABC en 1993 indicando que: 

«Carmen Acedo es una gimnasta excepcionalmente dotada. Su belleza y su distinción, junto con la depurada técnica que posee, le confieren un porte elegante como de 'gran dama' de la rítmica».

## Vida personal
En septiembre de 1997 se casó con el atleta Jesús Ángel García Bragado, con el que tiene dos hijas, aunque están divorciados desde 2008. El 28 de agosto de 2019 tuvo a su cuarto hijo, el primero varón, en su propio coche y en compañía de su pareja, cuando se dirigía al Hospital de Jaca. Actualmente reside en Mataró junto a sus hijos y su marido Lorién Casasús Pascual.

## Equipamientos
| Período             | Proveedor  |
| ------------------- | ---------- |
| 1989 - 1993         | Arena      |
| 1992 (JJ.OO) - 1993 | Kelme      |
| 1993                | John Smith |

## Música de los ejercicios
| Año         | Aparatos | Música |
| ----------- | -------- | --- |
| 1990        | Cinta    | Capricho español de Nikolái Rimski-Kórsakov. |
| 1991        | Pelota   | «Adiós Nonino» de Astor Piazzolla. |
| 1991        | Cuerda   | «Amanecer andaluz». |
| 1991        | Mazas    | «Marching Season» de Yanni. |
| 1991 - 1992 | Aro      | «On the Rooftops» de la banda sonora de la película The Untouchables y «Man with the Harmonica» de la banda sonora de la película C'era una volta il West, compuestas por Ennio Morricone. |
| 1992 - 1993 | Pelota   | «Chi Mai» de las bandas sonoras de las películas Maddalena y Le Professionnel, compuestas por Ennio Morricone.                                                                             |
| 1992 - 1993 | Mazas    | Temas «Carmen's Entrance», «Adagio» y «Scene» del ballet Carmen Suite compuesto por Rodión Shchedrín y basado en la ópera Carmen de Georges Bizet.                                         |
| 1992        | Cuerda   | «Training Montage», de la banda sonora de la película Rocky IV de Sylvester Stallone, compuesta por Vince DiCola.                                                                          |
| 1993        | Cinta    | «On the Rooftops» de la banda sonora de The Untouchables y «Man with the Harmonica» de la banda sonora de C'era una volta il West, compuestas por Ennio Morricone.                         |
| 1993        | Pelota   | «The Cemetery», de la banda sonora de la película Batman Returns de Tim Burton, compuesta por Danny Elfman.                                                                                |
| 1993        | Mazas    | Música del ballet Arraigo de Jerónimo Maesso, creado para el coreógrafo Víctor Ullate. |
| 1993        | Aro      | Tema de la banda sonora de Final Analysis, compuesta por George Fenton. |

## Palmarés deportivo

### Selección española
| 1989 - Campeonato de Europa Júnior de Tenerife 3.er puesto en preliminares Bronce en final (6 cintas) 1991 - Campeonato del Mundo de Atenas Bronce por equipos 21..eɽ puesto en concurso general (preliminares)* 5.º puesto en aro 1992 - Campeonato de Europa de Stuttgart Bronce por equipos 10.º puesto en concurso general 7.º puesto en mazas - Juegos Olímpicos de Barcelona 1992 4.º puesto en preliminares 4.º puesto en final y diploma olímpico | 1992 (continuación) - Campeonato del Mundo de Bruselas 4.º puesto en concurso general Plata en pelota Bronce en mazas 4.º puesto en cuerda 4.º puesto en aro 1993 - Final de la Copa de Europa en Málaga 6.º puesto en concurso general Bronce en pelota Bronce en mazas - Campeonato del Mundo de Alicante 4.º puesto por equipos 4.º puesto en concurso general 4.º puesto en cinta Oro en mazas 5.º puesto en pelota |

*No participó en la final del Mundial de 1991 al permitirse en la misma únicamente dos gimnastas por país como máximo

## Premios, reconocimientos y distinciones
- Mejor deportista femenina de 1993 en la Gala de Mundo Deportivo (1994)[9]
- Premio Reina Sofía a la mejor deportista española, otorgado por el CSD y entregado en los Premios Nacionales del Deporte de 1993 (1994)[10][31]

## Galería

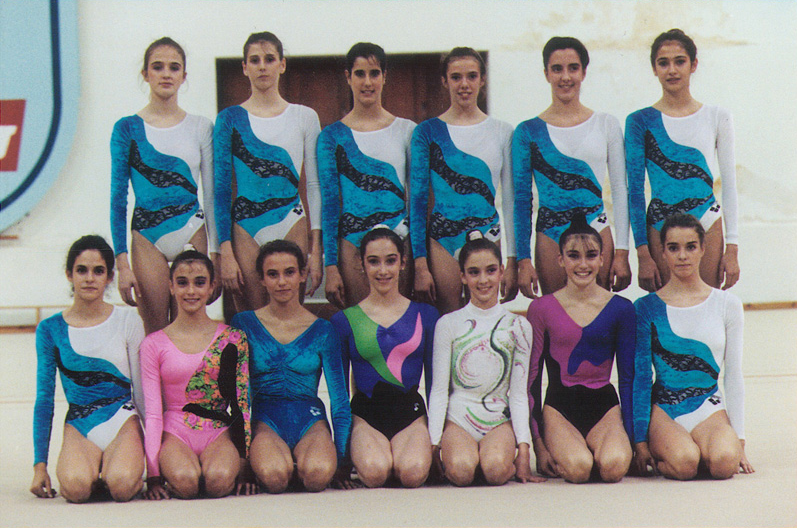
Acedo (sentada, tercera a la izqda.) con la selección en el Gimnasio Moscardó (1991).
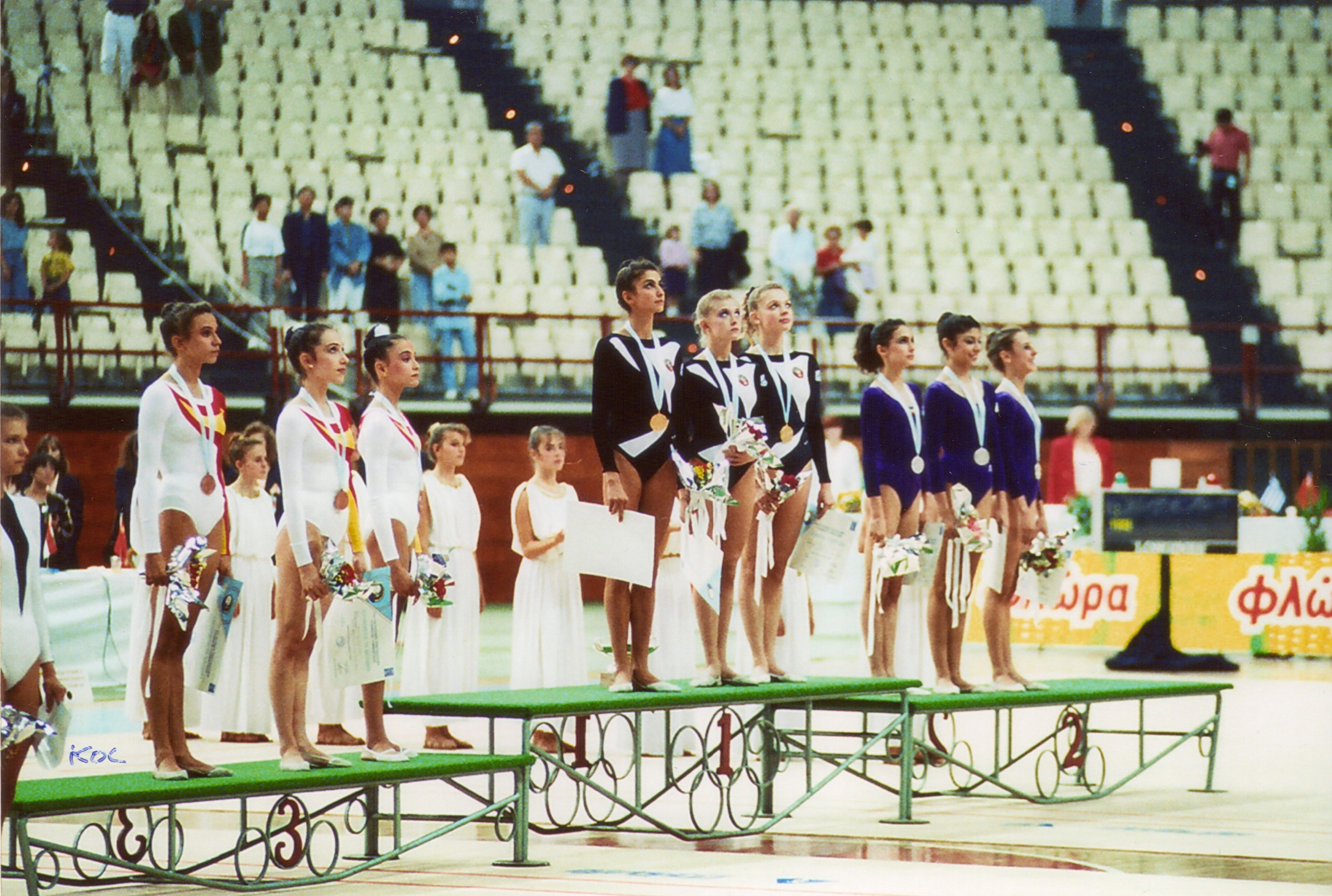
Carmen (primera a la izqda.) con Carolina Pascual y Mónica Ferrández en el podio por equipos del Mundial de Atenas (1991).
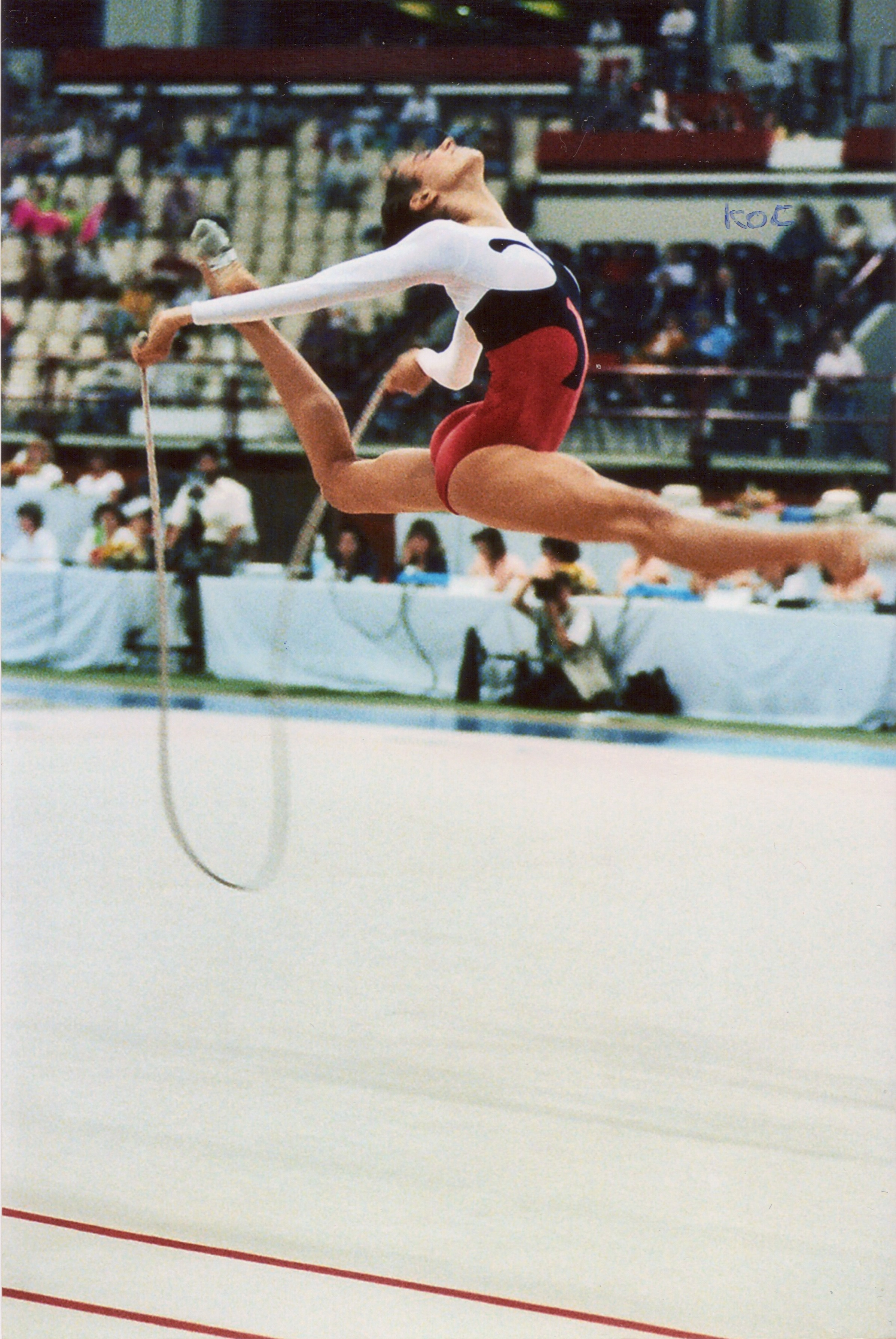
Carmen en el Mundial de Atenas (1991).
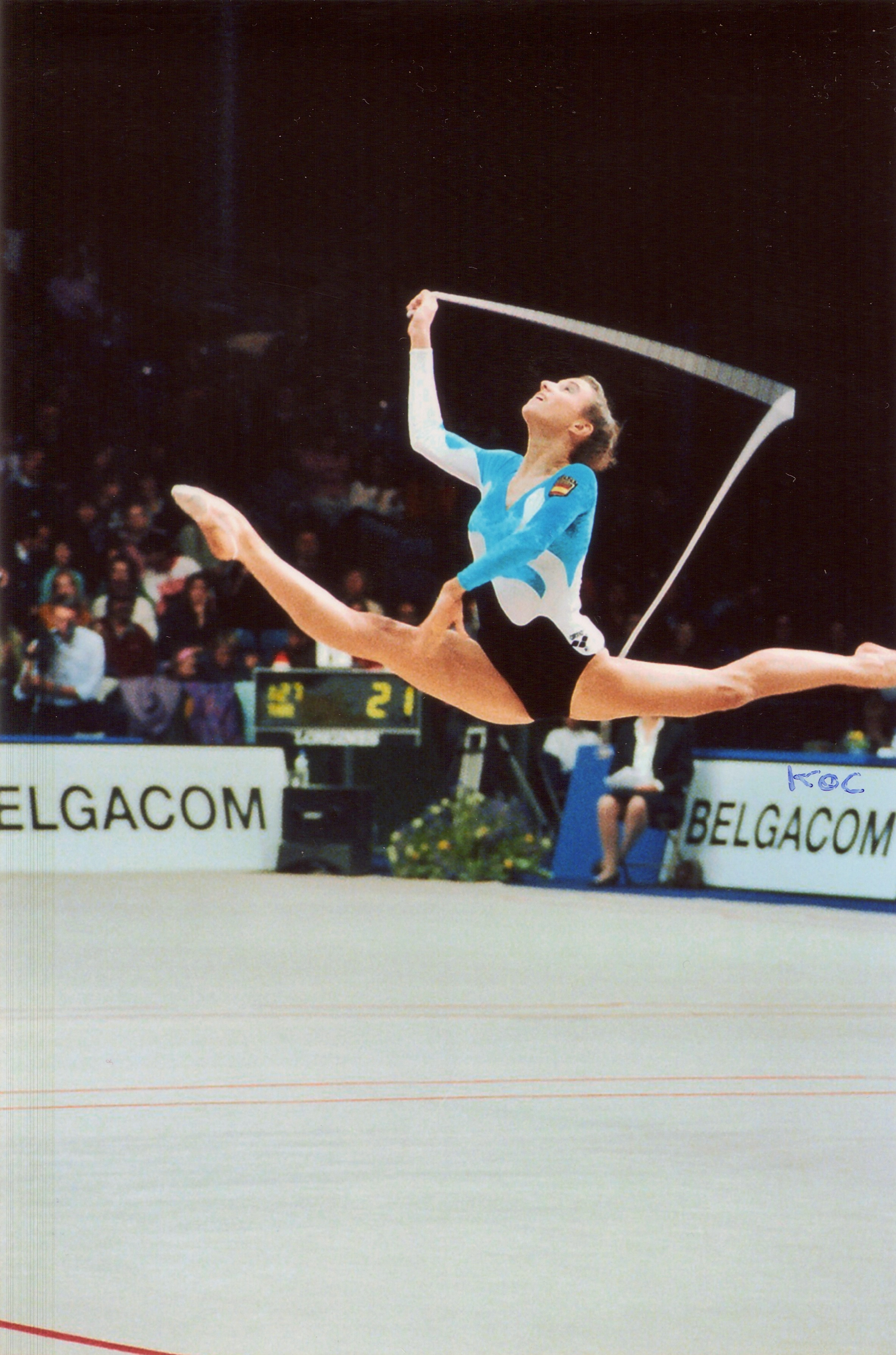
Acedo con la cuerda en el Mundial de Bruselas (1992).
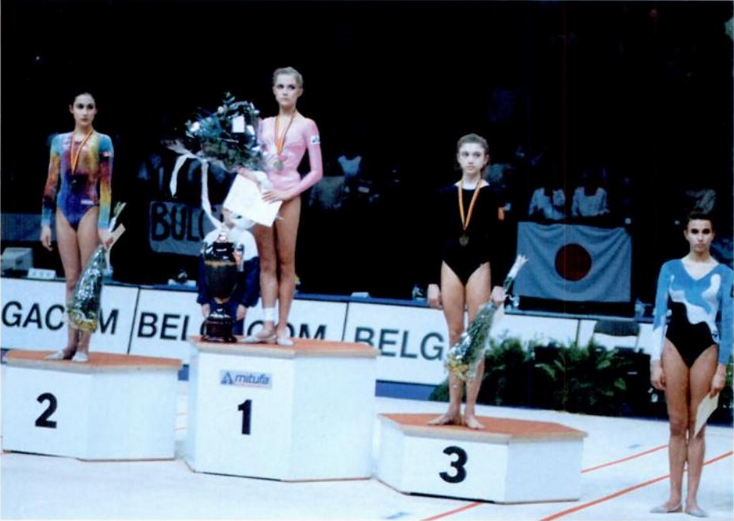
Carmen, a la derecha, en el podio de la general del Mundial de Bruselas.
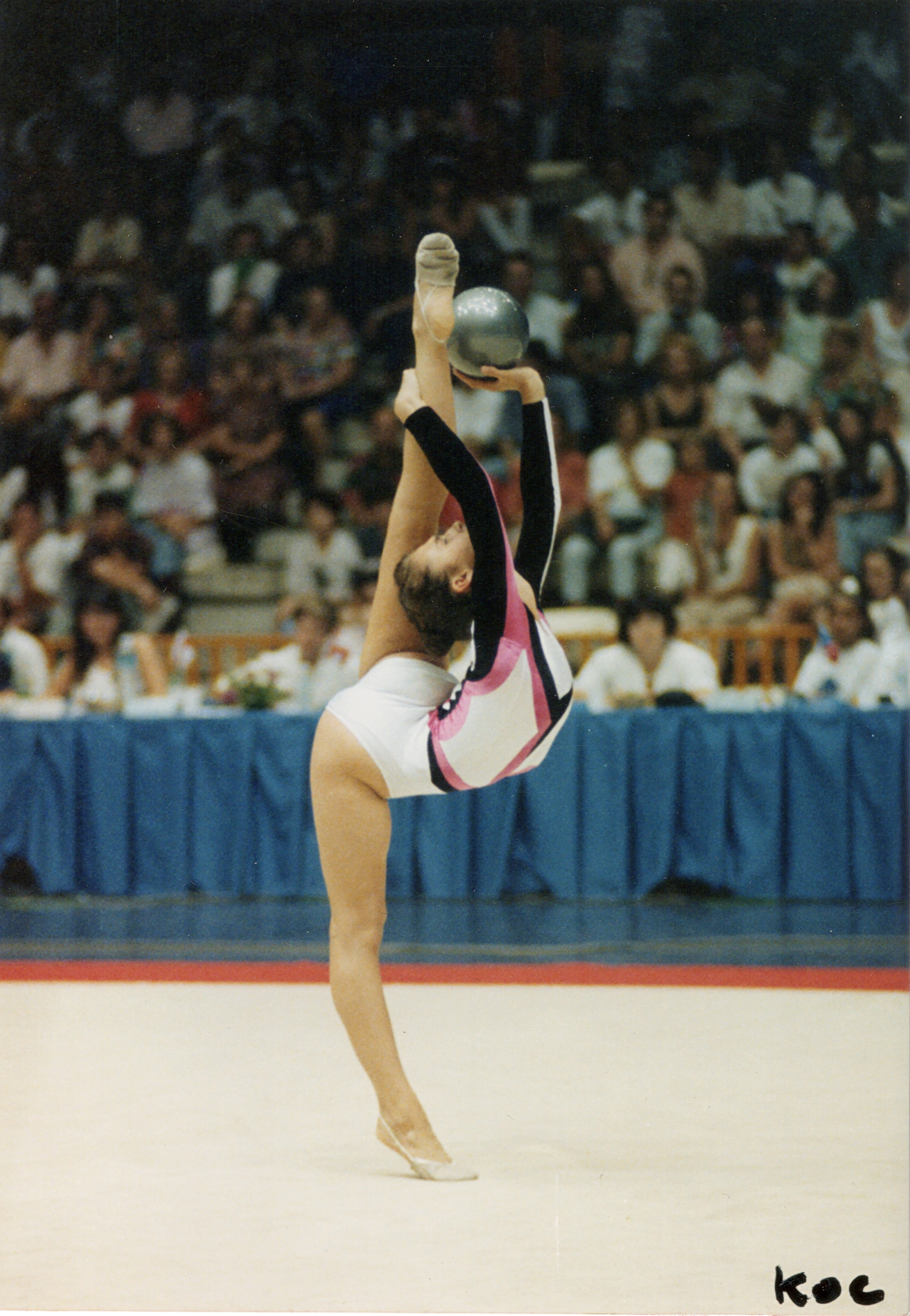
Carmen en la Copa de Europa de Málaga (1993).

Carmen Acedo en el Mundial de Alicante (1993)

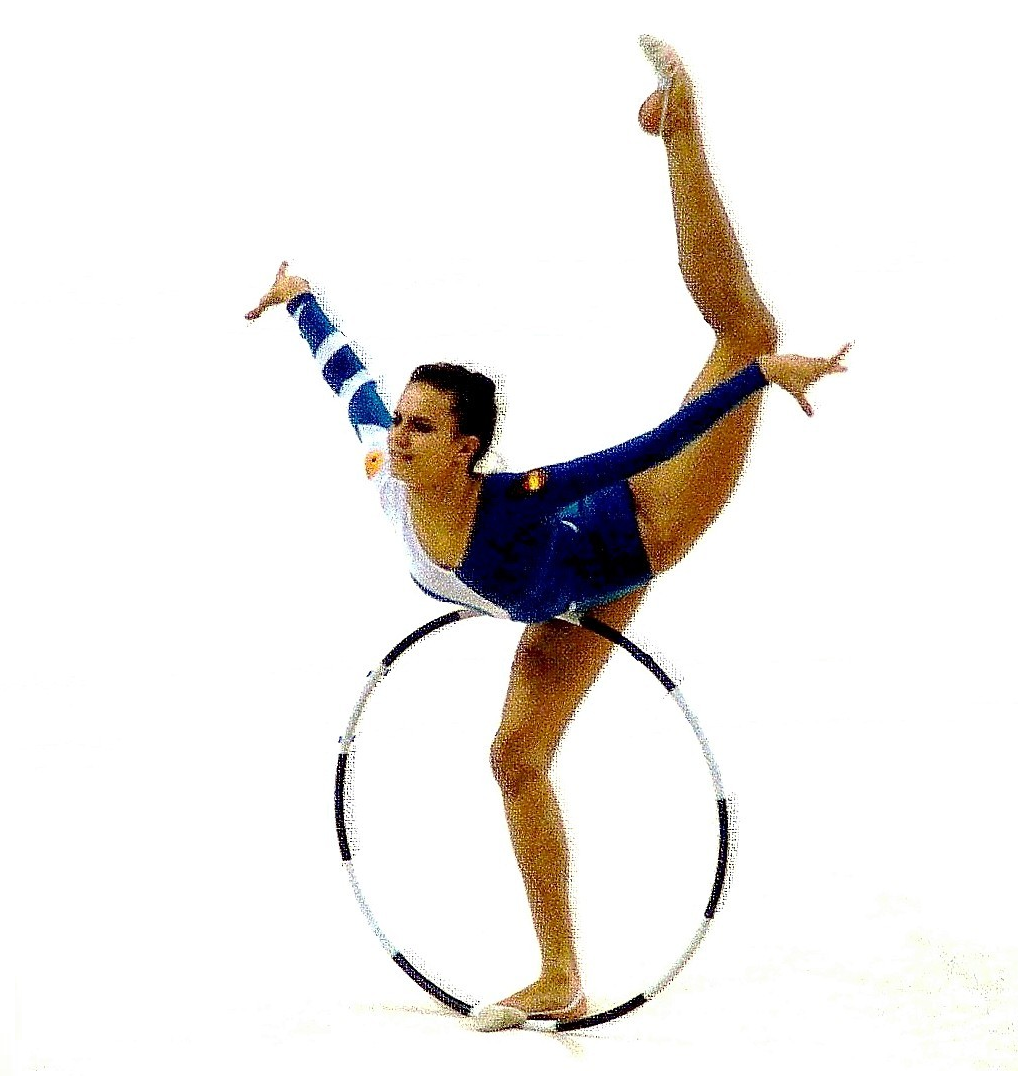
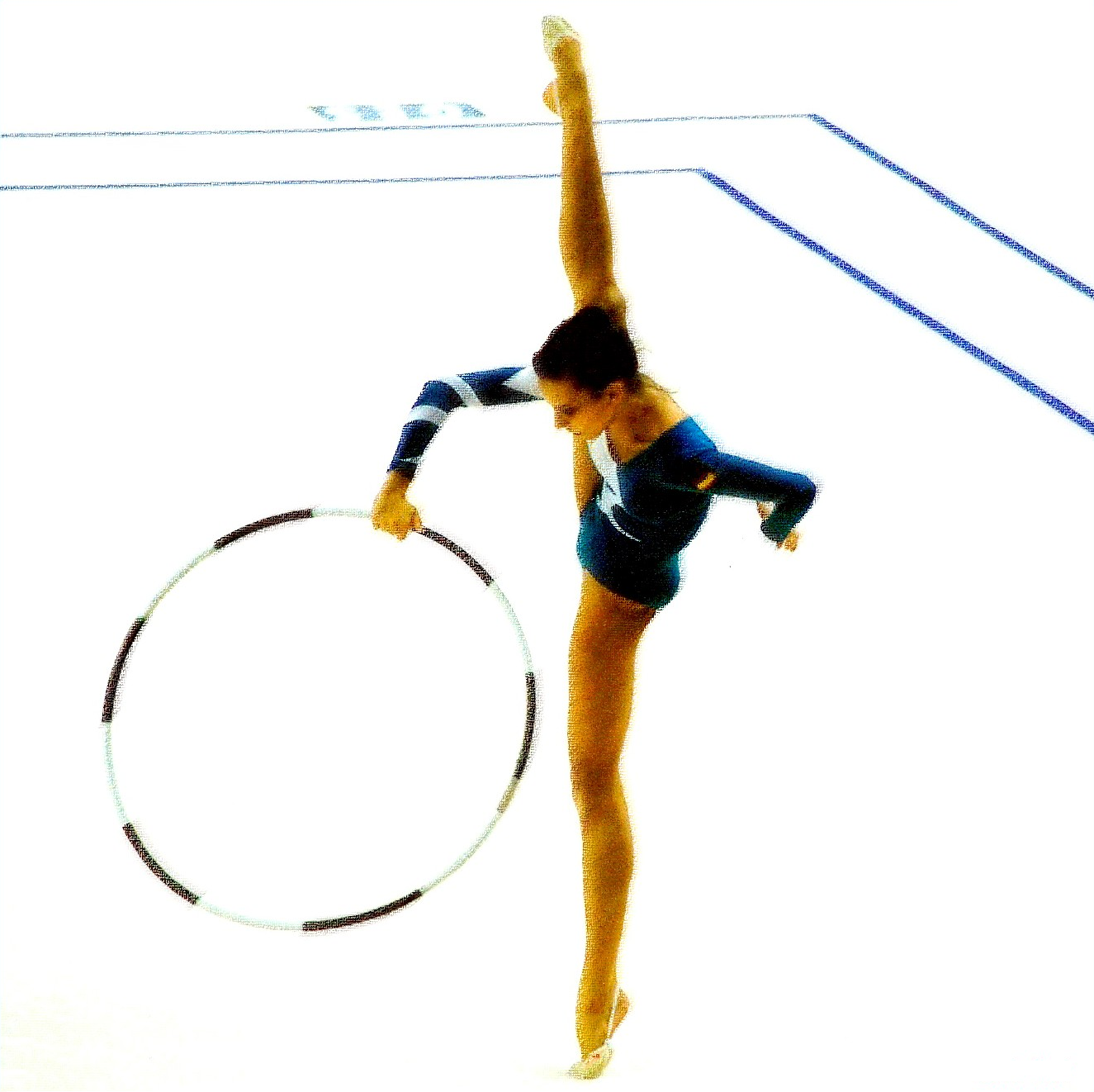
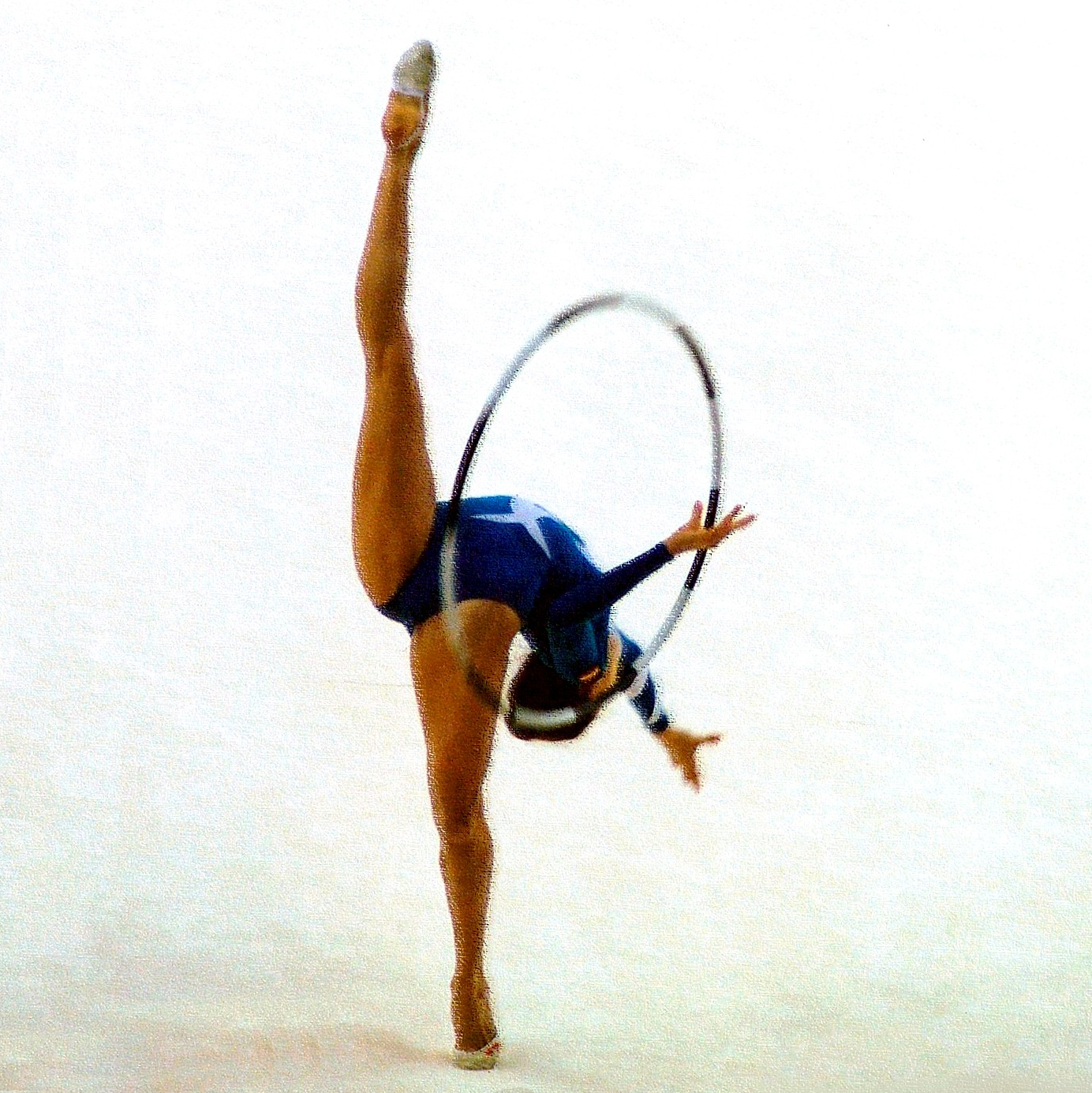
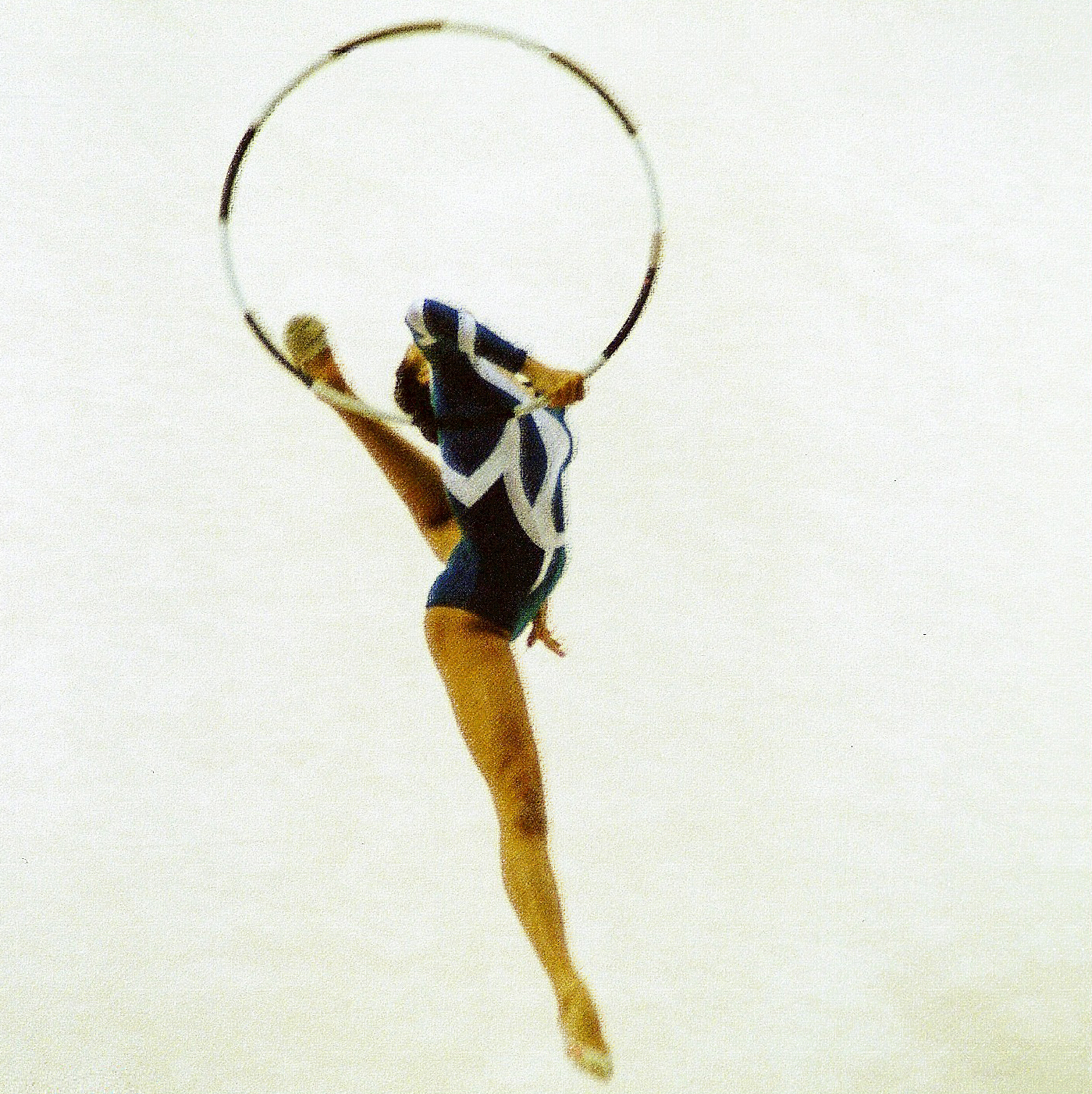
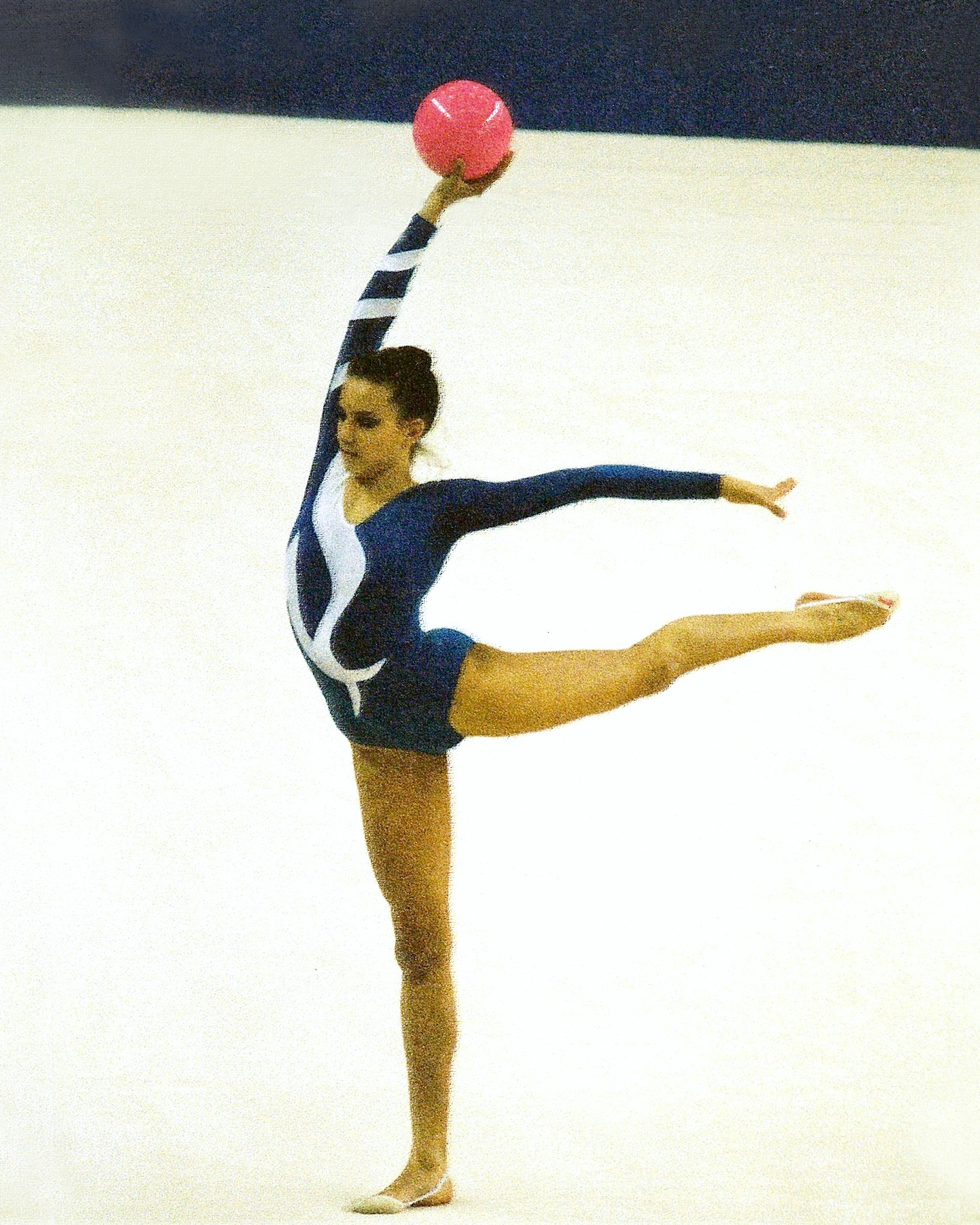